# La Vérité d'un mensonge
Pour les articles homonymes, voir Unter Ausschluß der Öffentlichkeit.
Pour plus de détails, voir Fiche technique et Distribution.
La Vérité d'un mensonge (Unter Ausschluß der Öffentlichkeit) est un film de procès allemand réalisé par Harald Philipp, sorti en 1961.

## Synopsis
Werner Rütten, constructeur d'une usine de turbines, est soupçonné d'avoir empoisonné sa femme afin d'être Helga Dahms, une femme blonde plus jeune. L'ambitieux procureur Robert Kessler, qui est avec Ingrid Hansen, la fille de son supérieur Wilhelm Hansen, a réuni des preuves avec la plus grande minutie. Son instruction et sa plaidoirie convainquent le jury de la culpabilité de l'accusé. Kessler demande une peine de prison à perpétuité. Mais le procès connaît un coup de théâtre quand une femme se lève dans le public et affirme que l'accusé est innocent et que sa femme s'est suicidée. La mondaine Laura Beaumont fournit aussi un alibi à Rütten en témoignant. Le doute l'emporte tant elle paraît crédible, Rütten est libéré immédiatement.
Kessler cède, bien qu'il nourrisse à l'avenir des doutes sérieux sur l'honnêteté malgré la déclaration sous serment du témoin. Car Robert a connu Laura autrefois. Soudain Rüttgen s'est suicidé et a laissé une lettre dans laquelle il accuse Kessler d'avoir détruit sa vie pour l'accuser d'assassinat. La carrière de Kessler semble détruite pendant la nuit. Les allégations selon lesquelles il est un arriviste s'amplifient. Kessler veut être associé à l'enquête, mais ses supérieurs lui refusent. Bientôt Kessler découvre qu'il est au cœur d'un nid de frelons. Il est en grand danger, et son adversaire, une organisation internationale de gangsters et d'espionnage, vendant les secrets d'Etat de la République fédérale d'Allemagne, l'attaque dans tous les sens. Les enquêteurs croient à un meurtre de Laura Belmont, ce que confirme un témoin. Kessler reste debout grâce à l'amour d'Ingrid. Elle reprend l'enquête et prouve l'innocence de Kessler. Dans la salle d'audience, se crée une nouvelle fois la sensation lorsque deux hommes, l'inconnu et un certain François Lacroix, avouent le crime.

## Fiche technique
- Titre original : Unter Ausschluß der Öffentlichkeit (litt. « Huis-clos »)
- Titre français : La Vérité d'un mensonge[1]
- Réalisation : Harald Philipp assisté de Carl von Barany
- Scénario : Harald Philipp
- Musique : Bernhard Eichhorn
- Direction artistique : Otto Erdmann, Hans-Jürgen Kiebach
- Costumes : Irms Pauli
- Directeur de la photographie : Friedl Behn-Grund
- Montage : Lieselotte Johl
- Pays d'origine :  Allemagne de l'Ouest
- Genre: Juridique
- Production : Artur Brauner
- Société de production : CCC-Film
- Société de distribution : Bavaria-Filmverleih
- Longueur : 99 minutes
- Format : Noir et blanc - 1,37:1 - Mono - 35 mm
- Dates de sortie :
  -  Allemagne de l'Ouest : 6 octobre 1961
  -  Finlande : 6 septembre 1963
  -  France : 16 octobre 1964[1].

## Distribution
- Peter van Eyck : Robert Kessler
- Marianne Koch : Ingrid Hansen
- Eva Bartok : Laura Beaumont
- Claus Holm : Dr. Werner Rüttgen
- Alfred Balthoff : Le procureur général Wilhelm Hansen, le père d'Ingrid
- Wolfgang Reichmann : Der Unbekannte
- Werner Peters : François Lacroix
- Susanne Cramer : Helga Dahms
- Leon Askin : Dr. Leipold, un avocat de la défense
- Rudolf Fernau : Delgasso
- Gudrun Schmidt : Micheline, un mannequin
- Ralf Wolter : Le photographe
- Heinz Weiss : Un procureur
- Heinz Welzel : Dr. Biermann, un avocat de la défense
- Jochen Blume : L'nspecteur
- Kurd Pieritz : M. Müllerburg
- Albert Bessler : Le réceptionniste
- Klaus Dahlen : Paul, un photographe
- Herbert Wilk : Le président de la Cour
- Hans Schwarz (de) : L'étranger
- Peter Schiff (de) : L'inspecteur Martens
- Heinz Spitzner : Le juge d'instruction
- Kunibert Gensichen : Le portier